# Daniel Barringer (Geologe)

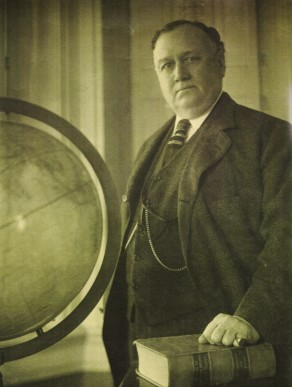
Daniel Moreau Barringer

Daniel Moreau Barringer (25. Mai 1860 – 30. November 1929) war ein US-amerikanischer Geologe und Bergbauunternehmer. Er ist als der erste Forscher bekannt, der die Existenz eines  Einschlagkraters auf der Erde nachwies, des Barringer-Kraters in Arizona. Der Krater auf einem Grundstück in  Barringers Besitz wurde zu seinen Ehren in Barringer-Krater umbenannt.

## Leben
Daniel Moreau Barringer war der Sohn des Politikers Daniel Moreau Barringer, ein Neffe des Generals Rufus Barringer und ein Cousin von Paul Brandon Barringer. Er absolvierte 1879 im Alter von 19 Jahren das Studium an der Princeton University und 1882 an der School of Law der University of Pennsylvania. Später studierte er Geologie und Mineralogie an der Harvard University und an der University of Virginia.
Im Jahr 1892 kaufte Barringer zusammen mit seinem Freund Richard Alexander Fullerton Penrose, Jr. und anderen eine Gold- und eine Silbermine in der Nähe von Cochise County, Arizona. Später entdeckte Barringer auch die Commonwealth-Silbermine in Pearce (Arizona). Durch diese Bergbauunternehmen gelangte er zu Reichtum.

## Krater
1902 erfuhr Barringer von der Existenz eines großen Kraters mit 1,5 km Durchmesser, 35 Meilen östlich von Flagstaff, Arizona. Der bis dahin als Coon Mountain bekannte Krater war zuvor 1891 von dem US-amerikanischen Geologen Grove Karl Gilbert untersucht worden. Gilbert hatte zunächst angenommen, dass der Krater das Ergebnis einer Gasexplosion oder eines Meteoriten sei. Nach Experimenten im Krater kam Gilbert jedoch zu dem Schluss, dass der Krater nicht das Ergebnis eines Aufpralls und daher nur das Ergebnis einer Explosion sein kann. Trotz der deutlichen Präsenz von Tausenden kleiner meteoritischer Partikel in der Nähe des Kraters hielt Gilbert an seiner These fest.
Als Barringer von der Existenz des Kraters und des darin gefundenen meteoritischen Eisens hörte, war er überzeugt, dass der Krater meteoritischen Ursprungs war. Mit Blick auf wissenschaftliche und monetäre Ziele gründete Barringer die Standard Iron Company, um das Eisen abzubauen, das er unter der Oberfläche des Kraters vermutete. Die Standard Iron Company führte zwischen 1903 und 1905 Bohrarbeiten im und um den Krater herum durch und kam zu dem Schluss, dass der Krater tatsächlich durch einen gewaltsamen Aufprall verursacht worden war. Der Meteorit konnte jedoch nicht gefunden werden.
Im Jahr 1906 präsentierten Barringer und sein Partner, der Mathematiker und Physiker Benjamin C. Tilghman, dem US Geological Survey ihre ersten Arbeiten, in denen die Beweise zur Stützung der Impact-Theorie dargelegt wurden.
Der Abbau im Krater wurde bis 1929 fortgesetzt, ohne jedoch den zehn Millionen Tonnen schweren Meteoriten zu finden, den Barringer dort vermutete. Zu diesem Zeitpunkt führte der Astronom Forest Ray Moulton Berechnungen zum Energieverbrauch des Meteoriten beim Aufprall durch und kam zu dem Schluss, dass der Meteorit bei seinem Einschlag höchstwahrscheinlich verdampft war. Zu diesem Zeitpunkt hatte Barringer über 600.000 US-Dollar für den Abbau im Krater ausgegeben und war fast bankrottgegangen, ohne dass Eisenfunde zu Tage gefördert werden konnten.
Barringer starb am 30. November 1929 an einem Herzinfarkt, kurz nachdem er die überzeugenden Argumente wahrgenommen hatte, dass kein Eisen zu finden sei. Er hinterließ seine Frau Margaret Bennett und acht Kinder. Sie gründeten mit ihren Nachkommen die Barringer Crater Company, der die Stätte bis heute gehört.
Zum Zeitpunkt seines Todes hatte Barringer den größten Teil der wissenschaftlichen Gemeinschaft davon überzeugt, dass seine Impact-Theorie korrekt war. Diese Theorie wurde seitdem durch neue Erkenntnisse bestätigt, insbesondere durch Eugene Shoemaker in den 1960er-Jahren.

## Würdigung
Nach Daniel Barringer sind weiterhin benannt:
- Barringerit: ein Mineral
- Barringer (Mondkrater)
- (3693) Barringer: ein Asteroid